# 31e division de fusiliers de la Garde
Pour les articles homonymes, voir 31e division, 21e division et 29e division.
La 31e division de fusiliers de la Garde est une division d'infanterie de l'Armée rouge, ayant combattu pendant la Seconde Guerre mondiale. Après-guerre, elle est renommée 29e division mécanisée de la Garde (1945-1957), 29e division de fusiliers motorisés de la Garde (1957-1964), 31e division de fusiliers motorisés de la Garde (1964-1978), 21e division de chars de la Garde (1978-2004) puis 21e division de fusiliers motorisés de la Garde. Ses traditions sont reprises par la 38e brigade de fusiliers motorisés de la Garde à partir de 2009.

## Historique

### Création
La 31e division de fusiliers de la Garde trouve son origine dans la 328e division de fusiliers, formée dans la région de Iaroslavl en août-septembre 1941. Le 24 mai 1942, pour son courage et son héroïsme, la division devient une unité de la Garde et prend le numéro 31. Les nouveaux noms des régiments sont 95e, 97e et 99e régiments de fusiliers de la Garde et 64e régiment d'artillerie de la Garde.

### Seconde Guerre mondiale
À l'été 1942, la division combat dans la région de Briansk, avec la 16e armée. Le général-major A. F. Naumov prend le commandement en octobre 1942.
Colonel, à partir du 17 novembre 1943, le général-major I. K. Chtcherbina prend le commandement à partir de février 1943. En 1943 dans le cadre de la 16e armée, renommée 11e armée de la Garde le 16 avril 1943, la division attaque la direction d'Orel. Le 15 août, elle participe au nettoyage de la ville de Karatchev. Elle est ensuite engagée dans l'opération Bagration et à l'offensive Gumbinnen. Le 2 juillet, la division reçoit le titre de Vitebsk pour ses actions dans l'offensive Vitebsk-Orcha, et le 23 juillet pour avoir nettoyé la ville de Molodetchno, elle reçoit l'Ordre du Drapeau rouge.
En juillet, lors de l'offensive de Vilnius, la division force habilement le passage sur la rivière Niémen, près de la ville d'Alytus. Elle reçoit le 12 août l'Ordre de Souvorov, 2e classe, pour cette action. Le général de division Ivan Bourmakov prend le commandement de la division en juillet et reste aux commandes jusqu'à la fin de la guerre. La division entre en Prusse orientale le 18 octobre contre une forte résistance allemande. Le 14 novembre, pour la bravoure et l'héroïsme des soldats lors de l'invasion de la Prusse orientale, la division reçoit l'Ordre de Lénine.
La division participe à l'offensive de Prusse-Orientale de 1945. Lors de l'assaut sur Königsberg, aujourd'hui Kaliningrad, la division se distingue en brisant la frontière défensive extérieure. La division participe à mise en déroute des forces allemandes restantes et à la prise de la base navale de Pilau.
Plus de 14 000 de ses soldats ont reçu des décorations et des médailles pendant la guerre, et onze ont reçu le titre de héros de l'Union soviétique.

### Guerre froide
En 1945, la 31e division de fusiliers de la garde est transformée en 29e division mécanisée de la Garde, avec les 94e, 93e et 92e régiments mécanisés de la Garde.
Le 25 juin 1957, la 29e division mécanisée de la Garde est rebaptisée 29e division de fusiliers motorisés de la Garde à Kaunas. La division est subordonnée au 10e corps d'armée. En juin 1960, la division est intégrée au district militaire balte.
Le 1er novembre 1965, la division devient la 31e division de fusiliers motorisés de la Garde (en russe : 31-я гвардейская мотострелковая Витебская ордена Ленина Краснознам ённая ордена Суворова дивизия). En août 1969, la division est transférée de Kaunas dans la RSS de Lituanie (district militaire de la Baltique) à Belogorsk, dans l'oblast de l'Amour, du district militaire d'Extrême-Orient. La division fait partie de la 35e armée.
Le 16 mai 1977, la 31e division de fusiliers motorisés de la Garde devient la 21e division de chars de la Garde. Le 93e régiment de fusiliers motorisés de la Garde devient 111e régiment de chars de la Garde et le 94e de fusiliers motorisés de la Garde le 125e de chars de la Garde.
En 1988, les principaux régiments de la division sont,:
- Quartier général de la division, Belogorsk-11, oblast de l'Amour
- 2e régiment de chars de la Garde - Iekaterinoslavka
- 11e régiment de chars de la Garde - Iekaterinoslavka
- 125e régiment de chars de la Garde - Belogorsk
- 277e régiment de fusiliers motorisés de la Garde - Belogorsk
- 64e régiment d'artillerie automotrice de la Garde - Belogorsk
- 1064e régiment de missiles antiaériens - Belogorsk

### Après la guerre froide
En 2002, la division est renommée 21e division de fusiliers motorisés de la Garde[réf. souhaitée]. La division est dissoute en 2009 et son héritage est repris par la 38e brigade de fusiliers motorisés de la Garde.